# Калинковичский краеведческий музей
Калинковичский краеведческий музей (бел. Калінкавіцкі краязнаўчы музей) — музей комплексного профиля в городе Калинковичи Гомельской области Республики Беларусь. Основан 26 марта 1991 года. Для посетителей музей открыт 14 января 1994 года.
Полное наименование — Государственное учреждение культуры «Калинковичский краеведческий музей».

## История
Решение «О создании музея истории Калинковичского района» № 53 было принято исполнительным комитетом Калинковичского городского Совета народных депутатов 26 марта 1991 года.
Первоначальное название, статус, местонахождение: «Калинковичский Государственный краеведческий музей», государственное научно-исследовательское учреждение по изучению истории и культуры района, ул. Интернациональная, 11а.
- 14 января 2004 года открыты 3 экспозиции: «Версеты истории, или Древности Калинковичского края в материальных свидетельствах», «Калинковичский строй. Песня моих дедов», «Они прошли по той войне».
- 8 мая 2015 года обновлена и реконструирована экспозиция «Они прошли по той войне». Экспозиция была дополнена экспонатами и получила новое название «Великим огненным годам святую память сохраняя…».
- 11 января 2019 года к 75-летней годовщине освобождения узников Озаричского лагеря смерти, была обновлена экспозиция «Великим огненным годам святую память сохраняя…».
- 10 февраля 2022 года реэкспозиция «Сожжённые деревни. По следам нацистских преступлений».

## Описание
Общая музейная площадь составляет 500 м². Экспозиционная площадь — 216 м². Площадь под временные экспозиции — 150 м².
Основной музейный фонд насчитывает 5 958 единиц хранения, научно-вспомогательный фонд — 4 041 единиц (на 1 марта 2023 года).

## Филиалы
- Филиал «Музей под открытым небом — стоянка первобытного человека в н.п. Юровичи Калинковичского района».
- Филиал «Мемориальный комплекс узникам Озаричского лагеря смерти» (г. п. Озаричи)

## Экспозиции
- «Природа родного края и её охрана».
- «Версеты истории, или Древности Калинковичского края в материальных свидетельствах».
- «Великим огненным годам святую память сохраняя…».
- «Калинковичский строй. Песня моих дедов».

## Достижения
- Диплом за участие в первом национальном форуме «Музеи Беларуси»